# Kościół św. Jana Chrzciciela w Krzu
Kościół pw. św. Jana Chrzciciela w Krzu – kościół filialny parafii Nawrócenia św. Pawła Apostoła w Bełżycach w archidiecezji lubelskiej, w dekanacie Bełżyce, zbudowany w 1985 roku.

## Historia
Według zamiarów parafia miała obejmować: Kierz, Chmielnik, Chmielnik-Kolonię i Zagórze.
Choć budowa kościoła trwała w latach 1981-1985, to już od roku 1980 w Krzu była odprawiana Msza święta, w jednym ze starych domów nazywanym przez księdza Tomasza Stolza "Betlejemką". Oficjalnie budowa rozpoczęła się 23 sierpnia 1981 roku, kiedy to bp Zygmunt Kamiński wmurował w fundamenty świątyni kamień węgielny i akt erekcyjny. 

## Architektura
Kościół został wybudowany według projektu inż. arch. Stanisława Piluta i konstruktora inż. dra Jana Jargiełły. Projektantem wnętrza był dr Andrzej Widelski.
Widelski wykonał również drewnianą nastawę ołtarza nawiązującą do rozpiętych skrzydeł anioła oraz dwa obrazy nad drzwiami do zakrystii, przedstawiające Chrystusa i Matkę Boską Częstochowską. Na ścianach bocznych widnieją dwa obrazy autorstwa Iwony Pietras, ukazujące św. Teresę od Dzieciątka Jezus i św. Stanisława Kostki.